# Убийство Оскара Ромеро
Убийство Оскара Ромеро (исп. Asesinato de Monseñor Oscar Romero) — акт политического террора в Сальвадоре 24 марта 1980 года — убийство архиепископа Сан-Сальвадора Оскара Арнульфо Ромеро. Совершено — предположительно, но с максимальной вероятностью — ультраправыми боевиками эскадрона смерти по приказу Роберто д’Обюссона. Нанесло сильный удар по левым кругам, особенно в католической среде. Явилось важным рубежом сальвадорской гражданской войны, способствовало резкой эскалации насилия в стране. Формально считается нераскрытым, хотя в ходе расследования неоднократно оглашались имена подозреваемых.

## Конфликт
Оскар Арнульфо Ромеро был назначен архиепископом Сан-Сальвадора 23 февраля 1977 года. Он считался представителем консервативных католических кругов, придерживался правых взглядов, ориентировался на Опус Деи. В то же время Ромеро отличался повышенным вниманием к вопросам социальной справедливости, выступал за помощь малоимущим и позитивно высказывался о теологии освобождения — оговариваясь при этом, что имеет в виду не марксистскую версию этого учения, а взгляды Павла VI.
При этом главными объектами критики Ромеро являлись правительственные и ультраправые силы. Такая позиция архиепископа была связана, в частности, с сильными левыми настроениями в сальвадорской католической церкви. Близким другом Оскара Ромеро был священник-иезуит Рутилио Гранде, приверженец «теологии освобождения». Он и его сторонники в своих проповедях выступали с левых позиций, что приводило к преследованиям со стороны эскадронов смерти. Крайне правые рассматривали католических клириков как пособников коммунизма. Ими был выдвинут лозунг ¡Se patriota, mata a un cura! — Будь патриотом, убей священника! и требование изгнать из страны всех иезуитов. 12 марта 1977 Рутилио Гранде был убит боевиками Союза белых воинов (UGB). 20 января 1979 года военные расстреляли священника Октавио Ортиса, незадолго до того рукоположённого архиепископом. Угрожающие послания от UGB и других «эскадронов» (иногда с изображением свастики) получал и сам Ромеро.
В мае 1979 года Ромеро посетил Ватикан, встретился с Папой Иоанном Павлом II и пытался убедить его присоединиться к протестам против политических убийств в Сальвадоре. Однако убеждённый антикоммунист Иоанн Павел II холодно принял архиепископа. Он отказался изучать доставленные материалы, заметил, что Октавио Ортис действительно являлся «коммунистическим мятежником» и посоветовал «искать христианского подвига в сотрудничестве с правительством».
15 октября 1979 года в Сальвадоре произошёл государственный переворот. К власти пришла военно-гражданская Революционная правительственная хунта, объявившая программу реформ. Первоначально Ромеро возлагал большие надежды на новые власти страны. Однако в Сальвадоре началась гражданская война между правительством хунты, прокоммунистическими партизанами и ультраправыми «эскадронами смерти». В правительстве и военном командовании стали брать верх сторонники жёсткой линии.
В своих проповедях и иных публичных речах Оскар Арнульфо Ромеро призывал к прекращению насилия. По радио и в печати он говорил о жестоких расправах и обличал убийц. Смелые выступления архиепископа снискали ему массовую поддержку, сам он приобрёл широкую популярность в стране. При этом практически все факты, оглашаемые Ромеро, касались действий правительственных войск и ультраправых «эскадронов», но не левых повстанцев.
Архиепископ Ромеро направил письмо президенту США Джимми Картеру с призывом прекратить военное снабжение Сальвадора. Он рассчитывал на поддержку американской администрации в силу кампании в защиту прав человека. На его стороне был посол США в Сальвадоре Роберт Уайт. Однако практических последствий обращение не имело.
В проповеди 23 марта 1980 года архиепископ Ромеро обратился к солдатам правительственных войск и призвал их во имя христианского долга и собственной совести не выполнять приказы командования, нарушающие заповедь «не убий». Характерно, что Ромеро обращался именно к военнослужащим, а не к боевикам, будь то левые партизаны или правые «эскадроны смерти» — в этом смысле он по-своему выполнял указание Папы вести диалог с правительством. Впоследствии эта проповедь рассматривалась как своего рода завещание архиепископа.
Правые круги рассматривали Ромеро как влиятельного и опасного политического противника. Его проповеди понимались как создание нужных коммунистам настроений в массах. Вырисовывалась перспектива левоориентированного католического движения, союзного марксистским партизанам. На фоне такой опасности вызрело решение о физической ликвидации архиепископа Ромеро.

## Убийство

### Подготовка
Отношения между правящей хунтой и ультраправым Национальным широким фронтом (FAN, политическое крыло «эскадронов смерти») были сложными и во многом враждебными. Инициативу проявило «связующее звено» — т. н. «Группа Майами» — несколько правых интеллектуалов во главе с редактором популярной газеты El Diario de Hoy Энрике Альтамирано Мадрисом. Финансирование выделил агробизнесмен Эдуардо Лемус О’Бирн.
Вопрос решался фактически на международном уровне: инициатива была одобрена ВАКЛ через председателя сальвадорского отделения Лиги Адольфо Куэльяра. Реализация проекта была предложена председателю FAN командиру «эскадронов смерти» майору Роберто д’Обюссону. План убийства получил название Operación Piña — Операция Ананас.
Майор д’Обюссон, отставной офицер Национальной гвардии и военной разведки, был ультраправым антикоммунистом и антиклерикалом, организатором «эскадронов смерти», основателем UGB и FAN. Признанный лидер сальвадорского правого радикализма относился к Ромеро с яростной ненавистью и, разумеется, поддержал идею «Группы Майами». Организовать и провести операцию он приказал своим ближайшим соратникам — армейскому капитану Эдуардо Альфонсо Авиле, капитану авиации Альваро Рафаэлю Саравии, вожаку «эскадрона смерти» FAR Эктору Антонио Регаладо. Активное участие принимал капитан Марио Эрнесто Молина, сын бывшего президента Сальвадора полковника Артуро Армандо Молины — именно через него была установлена связь «Группа Майами» c д’Обюссоном. Все они были известны крайне правыми взглядами, жёстким антикоммунизмом, враждебностью к священникам, решительностью и особой жестокостью (Саравия и Регаладо считались в этом плане патологическими личностями).
Авила осуществлял общее руководство, Саравия — оперативную координацию. При этом Авила отвечал за вооружение, Сарвия и Регаладо — за логистику операции. Молина подобрал стрелка-исполнителя — сержанта Нацгвардии Марино Самайора Акосту. Страховал его Вальтер Антонио Альварес. Доставлял на место и увозил с места Антонио Амадо Гарай, шофёр капитана Саравии. Все кандидатуры происходили из «эскадронов» и были согласованы с д’Обюссоном. В качестве «запасной бригады» выступали боевики «эскадрона смерти» Габриэль Монтенегро и Фернандо Сагрера — ближайший друг майора д’Обюссона, участник всех его теневых операций.
Таким образом, в операции совместились идеологический фанатизм д’Обюссона и его неофашистов (типа Авилы и Регаладо), политические расчёты консерваторов Альтамирано Мадриса и элементарное стремление заработать деньги, характерное для рядовых исполнителей из группы Саравии.

### Исполнение
9 марта 1980 года в сан-сальвадорской Базилике Саградо Корасон де Хесус было обнаружено взрывное устройство. Несколько часов спустя Оскар Ромеро собирался выступить там на заупокойной службе в память генерального прокурора Марио Заморы Риваса, убитого ультраправыми боевиками. Стала очевидной подготовка теракта против архиепископа. Однако полицейское расследование велось без особой активности.
Окончательный приказ отдал 23 марта капитан Авила после консультации с майором д’Обюссоном. Ускорить операцию было решено после проповеди, обращённой к солдатам. Саравия и Регаладо приступили к решающей подготовке. К операции были привлечены Акоста, Гарай и Альварес.
Последним днём жизни Оскара Арнульфо Ромеро стало 24 марта 1980 года. Утром архиепископ встретился с группой священников — членов Опус Деи. Вместе они изучали недавно оглашённые акты Иоанна Павла II. Затем Ромеро провёл некоторое время со своим исповедником-иезуитом. Примерно к половине шестого вечера архиепископ прибыл в часовню при больнице Божественного провидения и начал служить мессу. На этот раз проповедь не носила политического характера, выдерживалась в тональности семейных ценностей и была посвящена памяти Сары Меарди де Пинто — матери известного сальвадорского журналиста Хорхе Пинто. Жизнь Доньи Сариты архиепископ считал примером христианского милосердия и достоинства.
Убийство произошло около 18:30 по местному времени прямо во время мессы. У здания часовни остановился красный Volkswagen Passat. За рулём сидел Гарай. Из машины вышел Акоста и произвёл выстрел из винтовки швейцарского производства. Пуля попала Ромеро в область сердца, архиепископ упал рядом с алтарём. Его быстро доставили в больницу, но примерно через двадцать минут Оскар Арнульфо Ромеро скончался.
Убийца тут же уехал на той же машине. На белом Dodge Акосту и Гарая страховали Монтенегро и Сагрера, невдалеке находился Альварес. Контролировали всю ситуацию Саравия и Регаладо. Местопребывание д’Обюссона в момент убийства точно не установлено. Через несколько часов Саравия принял отчёт Акосты и проинформировал д’Обюссона о выполнении задания.
Убийца Акоста получил за выполненное задание сумму, эквивалентную 114 долларам. Остальные участники получили (через Альвареса и Саравию) 1000 колонов.
Заупокойная месса и похороны Оскара Ромеро 30 марта 1980 года собрали 250 тысяч человек. Эта демонстрация оказалась крупнейшей в истории Сальвадора и одной из крупнейших в истории Латинской Америки. В сальвадорской столице произошли вооружённые столкновения: ультраправые атаковали пришедших проститься с Ромеро — взорвали несколько бомб, устроили стрельбу. Погибли десятки людей. Символичным оказалось, что начало атаки совпало с поминальной речью кардинала Эрнесто Коррипио Аумады, представлявшего Папу Римского.

## Последствия
Гибель Оскара Арнульфо Ромеро нанесла сильный удар по той части левых сил, которые предпочитали мирный протест под эгидой католической церкви. Потеря бесспорного духовного лидера, обладавшего огромной популярностью, ничем не могла быть восполнена. Организационно-политическая консолидация этих сил не состоялась. Христианско-демократическая партия (ХДП) поддерживала правительственную хунту. В этом смысле теракт достиг поставленной цели.
Убийство архиепископа обозначило важный психологический рубеж. Бои, расправы, теракты вышли на новый ужесточённый виток. Стало ясно, что в гражданской войне принят на вооружение принцип «кто не с нами, тот против нас» — никакие особенности взглядов, как и высокий общественный статус, не будут приниматься во внимание. Майор д’Обюссон и его сторонники доказали, что в своей войне на уничтожение марксизма не остановятся ни перед чем. Одновременно им удалось «повязать» правительство хунты косвенной причастностью к убийству. Политические позиции д’Обюссона и его авторитет в правых кругах сильно укрепились.
7 мая 1980 года Роберто д’Обюссон с группой ближайших соратников был арестован на ферме Сан-Луис (близ Санта-Теклы) по подозрению в убийстве Ромеро и подготовке государственного переворота. Среди арестованных были Эдуардо Альфонсо Авила, Альваро Рафаэль Саравия, Антонио Амадо Гарай, майор Роберто Маурисо Штабен, майор Хорхе Адальберто Крус (будущий командир батальона «Рональд Рейган»), плантатор-предприниматель Рикардо Вальдивьесо (главный политический консультант д’Обюссона). В изъятых документах были обнаружены тексты, содержащие прямые улики по делу об убийстве. Однако активисты FAN организовали уличные акции в поддержку своего лидера, «эскадроны смерти» грозили новой волной терактов. Власти не решились привлечь ультраправых к ответственности и вынуждены были освободить их.
В октябре 1980 года марксистские партизанские движения объединились в единый ФНОФМ. В сентябре 1981 д’Обюссон и его сторонники создали ультраправую партию АРЕНА. Новая американская администрация Рональда Рейгана активно включилась в сальвадорский конфликт на стороне правительства. В гражданской войне произошла консолидация и резкая поляризация политических сил. Спираль насилия продолжала неостановимо раскручиваться.
Убийство архиепископа Ромеро активно использовалось в военной пропаганде всех сторон. ФНОФМ обвинял власти и «эскадроны», не проводя между ними различия. Правые силы, вопреки всей очевидности, настаивали на версии «провокации левых» — подобно убийству Педро Хоакина Чаморро в Никарагуа, которое способствовало массовым протестам и приблизило победу Сандинистской революции. Майор д’Обюссон организовал телевизионное выступление некого Педро Лобо, назвавшегося партизаном ФНОФМ — он признался в соучастии в убийстве Ромеро. Однако эти показания не были восприняты как достоверные
Гибель Оскара Арнульфо Ромеро рассматривается как один из самых трагических эпизодов глобальной Холодной войны.

## Расследование
Следствие по делу было начато через три часа после убийства Оскара Арнульфо Ромеро. На место его гибели прибыли сотрудники полиции Хулио Моралес, Лазаро Морено и Марио Мерино. Первичную информацию, позволившую воссоздать картину преступления, предоставил случайно находившийся на месте событий Педро Энрикес Лемус — в то время 13-летний мальчик. Впоследствии он стал священником часовни, в которой погиб Ромеро.
В 1984 году президентом Сальвадора был избран Хосе Наполеон Дуарте — сторонник реформ в духе первоначальных деклараций хунты. Новое правительство инициировало расследование убийства архиепископа Ромеро. В 1987 были арестованы несколько офицеров из ближайшего окружения Роберто д’Обюссона — Эдуардо Альфонсо Авила, Альваро Рафаэль Саравия, Роберто Маурисио Штабен, Исидро Лопес Сибриан, Марио Денис Моран. Президент Дуарте публично обвинил в убийстве и самого д’Обюссона. Важными основаниями вновь являлись документы, изъятые во время обыска на ферме Сан-Луис.
Однако все арестованные вскоре были освобождены. Видный деятель ХДП Хосе Антонио Моралес Эрлих объяснил это сильными позициями АРЕНА в судебной системе Сальвадора. Майор д’Обюссон, которого не решились даже задержать и допросить, назвал обвинение «клеветой коммунистов и ЦРУ» (его отношения с американцами были очень сложны и временами открыто враждебны). Основное преследование перенеслось на Эктора Антонио Регаладо — не являвшегося армейским офицером и обладавшего откровенно криминальной репутацией. Однако Регаладо эмигрировал в Гватемалу.
Тем не менее, расследование продолжалось. После окончания гражданской войны в Сальвадоре была создана специальная Комиссия по установлению истины, собравшая большой объём материалов. В частности, комиссия установила роль Саравии как организатора и Акосты как непосредственного убийцы.
Судебное преследование участников убийства было начато в США, куда успели перебраться некоторые из них — по тем или иным причинам порвавшие с д’Обюссоном и его группой. Подробные показания дали американскому суду Альваро Рафаэль Саравия и Антонио Амадо Гарай. В 2004 году суд признал Альваро Рафаэля Саравию виновным в подготовке и участии в убийстве Ромеро и обязал выплатить 10 миллионов долларов. В Сальвадоре судебных процессов по этому делу не проводилось, к ответственности не привлечён никто.

## Судьбы
Роберто д’Обюссон более десятилетия возглавлял партию АРЕНА, занимал пост председателя Конституционной ассамблеи Сальвадора, дважды неудачно баллотировался в президенты. Являлся лидером правых сил Сальвадора. Скончался в 1992 году, сразу после окончания гражданской войны.
Партия АРЕНА не признаёт ответственности своего основателя за убийство архиепископа Ромеро. Сын майора Роберто д’Обюссон-младший высказывает симпатии к убитому и называет его образ «принадлежностью всех сальвадорцев».
Эдуардо Альфонсо Авила оставался ближайшим сподвижником д’Обюссона, активным участником гражданской войны. Убит при невыясненных обстоятельствах в 1994 году. Его родственник Родриго Авила — видный деятель АРЕНА. В 1981 году был обнаружен труп Вальтера Альвареса. Всего при невыясненных обстоятельствах в Сальвадоре, США и Гватемале погибли пятеро причастных к делу. Адольфо Куэльяр убит в перестрелке с партизанами ФНОФМ в 1981 году.
Энрике Альтамирано Мадрис остаётся владельцем и редактором своей газеты. Именно он и другие члены «Группы Майами» вызывают особенно сильное отторжение в связи с убийством Ромеро.
Альваро Рафаэль Саравия и Антонио Амадо Гарай проживают в США под программой защиты свидетелей. Саравия занимается сельскохозяйственным бизнесом. Фернандо Сагрера поддерживает с ним дружеские отношения. Габриэль Монтенегро также живёт в США.
Эктор Антонио Регаладо оставался вожаком «эскадронов смерти», начальником охраны д’Обюссона и службы безопасности Конституционной ассамблеи. Был период, когда именно он считался непосредственным исполнителем убийства Ромеро, однако эта версия, основанная на показаниях Гарая, опровергнута Саравией. После окончания гражданской войны проживает в Гватемале. Выступает с политическими заявлениями, вчиняет иски за утверждения о его причастности к убийству Ромеро. В отличие от раскаявшегося Саравии, Регаладо не отступил от прежних позиций.
Фернандо Сагрера, как и прежде, остаётся в тени, крайне редко общается с прессой. В этих редких случаях он, на правах ближайшего друга, категорически отрицает причастность майора д’Обюссона к убийству.
Судьба Марио Молины неизвестна, он считается пропавшим без вести во время гражданской войны. Марино Акоста одно время руководил службой охраны и безопасности министерства юстиции, затем его след также затерялся.

## Канонизация
Прах Оскара Арнульфо Ромеро покоится в кафедральном соборе Сан-Сальвадора. Во время визита в Сальвадор в 1983 его могилу посетил Папа Иоанн Павел II. С 24 марта 1990 года началась подготовка к процессу канонизации.
3 февраля 2015 года Папа Франциск I причислил Оскара Ромеро к мученикам католической церкви, «убитым из ненависти к вере». Церемонию беатификации в Сан-Сальвадоре проводил 23 мая 2015 кардинал Анджело Амато (на ней присутствовал д’Обюссон-младший).
14 октября 2018 года Франциск I причислил Оскара Арнульфо Ромеро к лику святых (наряду с Папой Павлом VI). Церемония состоялась на площади Святого Петра в Ватикане.
С 1999 года в Сальвадоре действует общественная организация Fundación Monseñor Romero — Фонд Ромеро. Возглавляет эту структуру Мариса д’Обюссон де Мартинес — младшая сестра майора д’Обюссона. Мариса Мартинес всю жизнь является убеждённой сторонницей архиепископа Ромеро и его идей.